# Доротея Шварцбург-Зондерсгаузенська
 Доротея Шварцбург-Зондерсгаузенська (нім. Dorothea von Schwarzburg-Sondershausen, 23 серпня 1579 — 25 липня 1639) — німецька аристократка XVI—XVII століть з роду Шварцбургів, донька засновника графства Шварцбург-Зондерсгаузен Йоганна Ґюнтера I та графині Ольденбурзької Анни, дружина титулярного герцога Шлезвіг-Гольштейн-Зондербургу Александра.

## Біографія
Народилась 23 серпня 1579 року в Зондерсгаузені. Була дванадцятою дитиною та восьмою донькою в родині першого графа Шварцбург-Зондерсгаузену Йоганна Ґюнтера I та його дружини Анни Ольденбурзької. Матір померла за два дні після її народження. Батька, який вважався зразком правителя та сім'янина, не стало, коли дівчинці виповнилося 7 років. Певний час графством заправляли регенти. Від 1593 року землями спільно правили її старші брати.
У 25-річному віці Доротея стала дружиною 31-річного принца Александра Шлезвіг-Гольштейн-Зондербурзького, третього сина герцога Ганса. Весілля відбулося 26 листопада 1604 року в Ольденбурзі. Оселилися молодята у маєтку Бек у Вестфалії. Згодом зупинялися переважно у батька Александра в замку Сендерборг. У подружжя народилося одинадцятеро дітей
Більша частина їхнього дитинства також пройшла у маєтку Бек. Александр намагався перетворити його в герцогську резиденцію. Від 1606 року в Бекській каплиці придворний капелан справляв служби.
У 1622 році чоловік Доротеї став герцогом Шлезвіг-Гольштейн-Зондербургу після свого батька. Втім, сувереном він не був, його землі належали данській короні. Він помер навесні 1627 року, перед смертю склавши заповіт, в якому зобов'язував дружину мешкати в неподільному маєтку, аби виплатити борг герцогства. Борг герцогиня виплатити не змогла, він продовжував зростати, тому Доротея погодилася аби сини уклали договір про подальше наслідування. Старший син прийняв герцогство зі значними зобов'язаннями перед матір'ю та суродженцями.
Померла 25 липня 1639 року в Зондерсгаузені, або, за іншими даними, у своєму удовиному маєтку Гаммельгард в Альсі. Була похована поруч із чоловіком у капличці герцога Александра могильної каплиці Зондербурзького замку.

## Родина

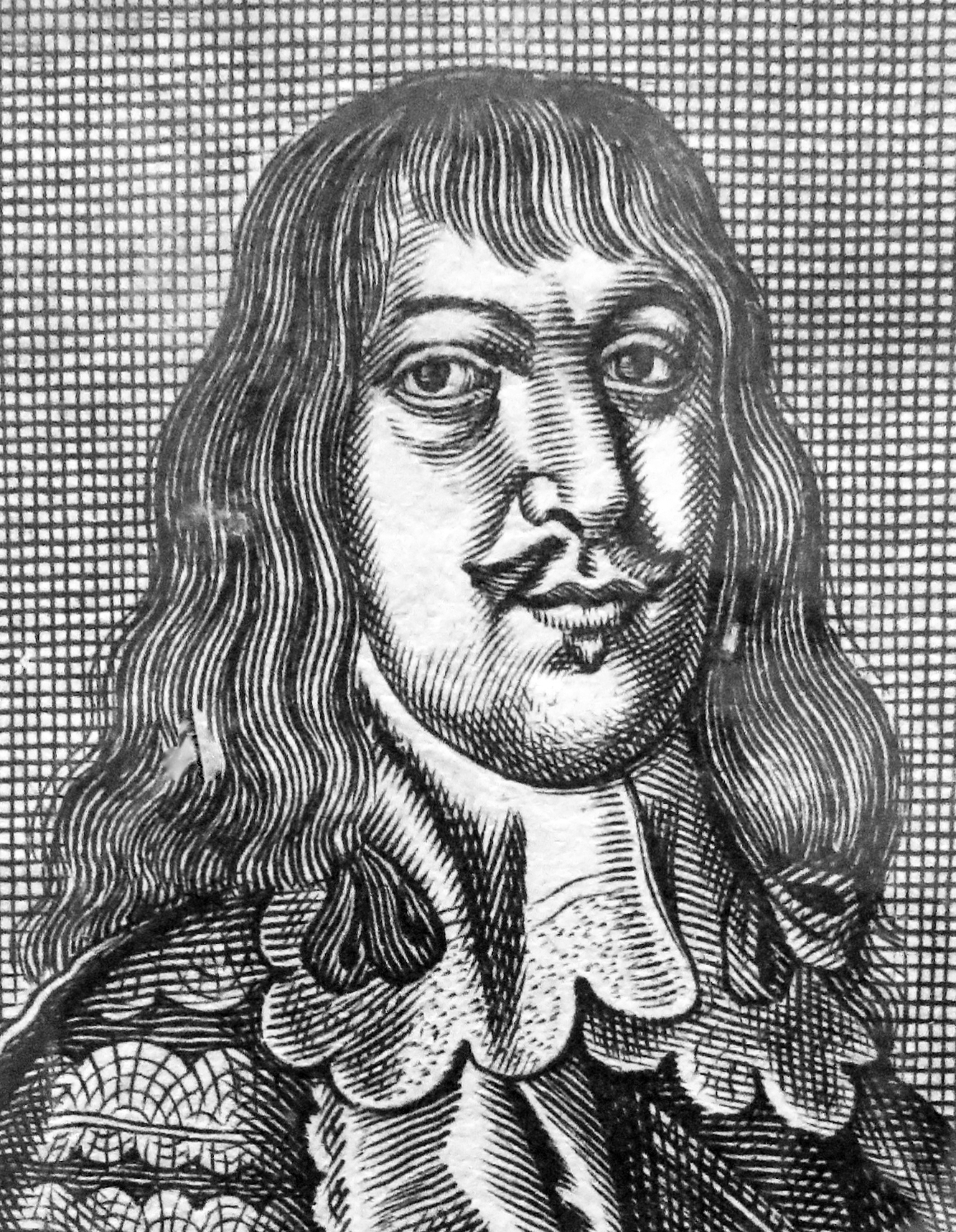
Александра Шлезвіг-Гольштейн-Зондербурзький

Чоловік — Александр Шлезвіг-Гольштейн-Зондербурзький
Діти:
- Йоганн Крістіан (1607—1653) — герцог Шлезвіг-Гольштейн-Зондербургу в 1627—1653 роках, був одруженим з графинею Дельменгорстською Анною, мав четверо дітей;
- Александр Генріх (1608—1667) — полковник імперської армії, узяв морганатичний шлюб із донькою священника Доротеєю Хешус, мав дев'ятеро дітей;
- Ернст Ґюнтер (1609—1689) — герцог Шлезвіг-Гольштейн-Зондербург-Аугустенбургу в 1647—1689 роках, був одружений з принцесою Августою Глюксбурзькою, мав десятеро дітей;
- Георг Фрідріх (1611—1676) — одруженим не був, дітей не мав;
- Август Філіп (1612—1675) — герцог Шлезвіг-Гольштейн-Зондербург-Беку в 1646—1675 роках, був тричі одруженим, мав дванадцятеро дітей від останніх двох шлюбів;
- Адольф (1613—1616) — прожив 3 роки;
- Анна Єлизавета (1615—1616) — прожила 1 рік;
- Вільгельм Антон (нар. та пом. 2 квітня 1616) — помер після народження;
- Софія Катерина  (1617—1696) — дружина графа Ольденбургу та Дельменгорсту Антона Гюнтера, дітей не мала;
- Елеонора Сабіна (нар. та пом. 27 лютого 1619) — померла після народження;
- Філіп Людвіг (1620—1689) — герцог Шлезвіг-Гольштейн-Зондербург-Візенбургу в 1664—1685 роках, був тричі одруженим, мав п'ятнадцятеро дітей від перших двох шлюбів.